# Raffaele Barberini
Raffaele Barberini (* 1532 oder 1539 in Florenz; † 1582 ebenda) war ein florentinischer Handlungsreisender und Militär.

## Leben
Er entstammte der Adelsfamilie Barberini und war als Kaufmann aktiv. Mit einem Empfehlungsschreiben der englischen Königin Elisabeth I. an den russischen Zaren Iwan IV. reiste er 1564 nach Russland. Seine Reiseroute führte von Antwerpen über Amsterdam, Lübeck, Danzig, Riga, Narwa und Nowgorod nach Moskau.
Bekannt wurde er durch seinen über die Reise 1565 abgefassten Bericht Relazione die Moscovia scritta. Er berichtete darin über Fragen der Wirtschaft, des Handels, des Münzwesens, aktueller Preise, des Militärs und des Staatswesens. Überliefert ist auch eine von ihm genutzte Karte, in der die von ihm besuchten und benachbarte Städte eingetragen sind.
Neben seiner Tätigkeit als Kaufmann schlug Raffaele Barberini auch eine militärische Karriere ein. In den Italienischen Kriegen kämpfte er in den Reihen des florentinischen Condottiere Piero Strozzi für die Franzosen, später dann im Spanisch-Niederländischen Krieg für die spanische Krone unter Herzog von Alba in der Flandrischen Armee. 1569 wurde er vom Herzog beauftragt, in geheimer Mission nach London zu gehen, um England wieder an Spanien anzunähern. Im Jahr darauf kehrte er endgültig in seine Heimatstadt Florenz zurück.